# Schlossbrauerei Maxlrain
Schlossbrauerei Maxlrain is een private Duitse brouwerij gevestigd in Maxlrain in de gemeente Tuntenhausen in de deelstaat Beieren. Er wordt op traditionele, ambachtelijke wijze bier gebrouwen. De huidige (anno 2018) bedrijfsleider is dr. Erich Prinz von Lobkowicz, de kasteelheer van Schloss Maxlrain en telg uit het adellijk geslacht Huis Lobkowicz.
In Maxlrain wordt zeker sinds 1636 bier gebrouwen. Dit gebeurde tot rond 1900 effectief in het slot Maxlrain, daarna in een nieuwe brouwerij vlak bij het slot.
In 2012 en 2016 kreeg de brouwerij de onderscheiding "Deutschlands Brauerei des Jahres", uitgereikt door de Deutsche Landwirtschafts-Gesellschaft (DLG).

## Biersoorten
De brouwerij produceert een vijftiental biersoorten:
- Maxl Helles (5,1% alcoholpercentage)
- Maxlrainer Schloss Gold (Export-bier, 5,3%)
- Maxlrainer Helles (4,8%)
- Maxlrainer Leo Weisse (Weissbier, 5,0%)
- Maxlrainer Aiblinger Schwarzbier (5,0%)
- Maxlrainer Pils (4,9%)
- Maxlrainer Zwickl Max (Helles, niet gefilterd; 5,3%)
- Maxlrainer Schloss Trunk (troebel Kellerbier, 5,3%)
- Maxlrainer Schloss Weisse (troebel Weissbier, 5,0%)
- Seizoensbieren:
  - Maxlrainer Jubilator (Doppelbock, 7,5%)
  - Maxlrainer Kirtabier (Märzen, 5,5%)
  - Maxlrainer Festbier (Weihnachtsbier, 5,5%)
- Schankbier:
  - Maxlrainer Ernte Hell (2,8%)
  - Maxlrainer Ernte Weisse (2,9%)
- Alcoholvrij bier:
  - Maxlrainer Engerl Hell
  - Maxlrainer Engerl Weisse